# Amt Wilstermarsch
L’Amt Wilstermarsch est un amt, c'est-à-dire une forme d'intercommunalité du Schleswig-Holstein, dans l'arrondissement de Steinburg, dans le Nord de l'Allemagne. Il regroupe 14 municipalités.